# テンペスト (シベリウス)
『テンペスト』 作品109は、ジャン・シベリウスが作曲したシェイクスピアの戯曲『テンペスト』への付随音楽。作曲は1925年から1926年にかけて交響詩『タピオラ』と並行して進められた。本作からは2種類の組曲が作成されている。
この作品は驚くべき想像力と発想力の豊かさを示しているとされており、シベリウスの指折りの傑作とみなす者もいる。彼は楽器の選択により各登場人物を表現している。とりわけプロスペローを表すために用いられたハープと打楽器は高く評価されており、「この人物の共鳴する両義性」を捉えているとされる。

## 歴史
シベリウスは最後となる交響曲、交響曲第7番を1924年に完成させた。『テンペスト』と『タピオラ』が彼の最後の主要作品となり、その後わずかな楽曲しか書き上げることのなかった彼の残りの人生32年間は「ヤルヴェンパーの沈黙」として知られるようになる。
戯曲『テンペスト』への音楽という発想は、はじめ1901年に作曲者の友人のアクセル・カルペラン（Axel Carpelan）からもたらされたものだった。1925年、デンマークの出版者であるヴィルヘルム・ハンゼンが再びこの案を持ち出し、翌年にコペンハーゲンの王立劇場でアダム・ポールセンの指揮で上演するという運びとなった。シベリウスは1925年の秋に作品に着手して1926年の年初に仕上げており、この間に彼は60歳を迎えていた。
演奏時間は全曲で1時間以上となる。オリジナルの楽曲は独唱者、混声合唱、ハーモニウムと大管弦楽のための34の楽曲から構成される。初演は1926年3月15日にコペンハーゲンで行われた。初上演の夜は国際的な注目を集めたが、シベリウス自身は姿を見せなかった。演奏評は「シェイクスピアとシベリウス、この2人の天才がついに互いを見出した」とし、音楽の演奏部分と舞台装置を特に褒めたたえた。シベリウスはわずか4日後に新たな委嘱作品に取り組むべくローマへと旅立っている。彼が初めて自らこの音楽を耳にしたのは1927年秋、ヘルシンキのフィンランド国立劇場での上演であった。彼はこの公演のために新たにエピローグを書き下ろしており、これによって曲数は全35曲となった。
序曲は「ひとつの音楽としてかつてない擬声語的仕事」と評されている。シベリウスは序曲を独立の作品として出版し、また付随音楽を用いて合計で19曲となる2つの組曲を編み出している。これらの組曲では舞台用音楽を凝縮、結合しており、それが故に劇の内容がはっきりしなくなっている場面もある。演奏会場や録音において本作品を耳にするのはこの組曲の形であることが最も多い。正式な組曲の構成に拘泥せず他の楽曲を取り入れている録音も様々にみられる。
付随音楽の全曲盤が初めて録音されたのは1992年のことで、シベリウス作品全集の一環としてオスモ・ヴァンスカが取り組んだラハティ交響楽団、ラハティ・オペラ合唱団と独唱者陣による演奏だった。

## 付随音楽
- No. 1. 序曲
- 第1幕
  - No. 2, ミランダが眠りに落ちる
  - No. 3, エイリアルが宙を舞って現れる
  - No. 4, 風の合唱
  - No. 5, エイリアルが飛び出していく
  - No. 6, 序奏と合唱付きのエイリアルの第1の歌
  - No. 7, エイリアルの第2の歌
- 第2幕
  - No. 8, 間奏曲
  - No. 9, オークの木
  - No. 10, エイリアルの第3の歌
  - No. 11, インターリュード
  - No. 12, ステファノーの歌
  - No. 13, キャリバンの歌
- 第3幕
  - No. 14, インターリュード
  - No. 15, ユーモレスク
  - No. 16, カノン
  - No. 17, 悪魔の踊り
  - No. 18, ハーピーのエイリアル
  - No. 19, 踊りII [悪魔たちが踊りながら去っていく]
  - No. 20, インテルメッツォ
- 第4幕
  - No. 21, エイリアルが宙を舞って現れる [= No. 3]
  - No. 22, エイリアルの第4の歌
  - No. 23, 虹
  - No. 24, アイリスの朗誦
  - No. 25, ジュノーの歌
  - No. 26, ナイアッドたちの踊り
  - No. 27, The Harvester
  - No. 28, エイリアルが宙を舞って現れる [= No. 3]
  - No. 29, エイリアルが宙を舞って立ち去る [= No. 5]
  - No. 30, エイリアルが宙を舞って現れる
  - No. 31, 猟犬たち
- 第5幕
  - No. 31bis, 序曲
  - No. 32, イントラーダ
  - No. 33, エイリアルの第5の歌
  - No. 34, 行列
  - No. 34bis, エピローグ

## 組曲
括弧内は原曲における曲の配置を示す。
ピアノのための組曲第1番 作品109/2
- 1. オーク （No. 18, 「ハーピーのエイリアル」にNo.9 , 「オークの木」が続く）
- 2. ユーモレスク （No. 15）
- 3. キャリバンの歌 （No. 13）
- 4. The Harvesters （No. 19, 踊りII [悪魔たちが踊りながら去っていく]; No. 27, 「The Harvester」）
- 5. カノン （No. 16）
- 6. 情景 （No. 11, 「インターリュード」; No. 31, 「猟犬たち」）
- 7a. イントラーダ （No. 32）
- 7b. 子守歌 （No. 2, 「ミランダが眠りに落ちる」）
- 8a. インターリュード （No, 23, 「虹」）
- 8b. エイリアルの歌 （No. 7, 「エイリアルの第2の歌」）
- 9. 序曲 （No. 1）

ピアノのための組曲第2番 作品109/3
- 1. 風の合唱 （No. 4）
- 2. インテルメッツォ （No. 20）
- 3. ニンフの踊り （No. 26, 「ナイアッドたちの踊り」）
- 4. プロスペロー （No. 8, 「インターリュード」）
- 5. 歌 I （No. 22, 「エイリアルの第4の歌」）
- 6. 歌 II （No. 31 bis, 「序曲」; No. 33, 「エイリアルの第5の歌」）
- 7. ミランダ （No. 14, 「インターリュード」）
- 8. ナイアッドたち （No. 6, 「エイリアルの第1の歌」）
- 9. 踊りのエピソード （No. 17, 「悪魔の踊り」）